# Muhammad (Timurid)
Muhammad, död 1452, var en monark ur timuriderdynastin. Han var regerande sultan i Timuriderriket mellan 1447 och 1451.